# 1952 en mathématiques
| Années des mathématiques : 1949 - 1950 - 1951 - 1952 - 1953 - 1954 - 1955    |
| Décennies des mathématiques : 1920 - 1930 - 1940 - 1950 - 1960 - 1970 - 1980 |

Cet article présente les faits marquants de l'année 1952 en mathématiques.

## Évènements
- 14 août : Alan Turing publie « The chemical basis of morphogenesis » dans les Philosophical Transactions of the Royal Society, un article dans lequel il propose un modèle mathématique de la morphogénèse[1].

## Naissances
- 3 janvier : Daniel Bennequin, mathématicien français.
- 5 janvier : Lai-Sang Young, mathématicienne hongkongaise.
- 19 janvier : Marta Sanz-Solé, mathématicienne espagnole.
- 20 janvier : Tony F. Chan, mathématicien hongkongais.
- 9 février : Gunther Uhlmann, mathématicien chilien.
- 15 février : Michel Talagrand, mathématicien français.
- 18 février : Martin Taylor, mathématicien britannique.
- 25 mars : Antanas Mockus, mathématicien, philosophe et homme politique colombien.
- 29 mars : Carlos Castillo-Chavez, mathématicien mexicain.
- 1er avril : Gérald Tenenbaum, mathématicien et romancier français.
- 15 avril : Yves Le Jan, mathématicien français.
- 17 avril : Gregory Chudnovsky, mathématicien américain d'origine ukrainienne.
- 19 avril : Mohamed Jaoua, mathématicien tunisien.
- 21 avril : Cristian S. Calude, mathématicien et informaticien roumain et néo-zélandais.
- 29 avril : Brian Ripley, statisticien britannique.
- 3 mai :
  - Leonid Khatchian (mort en 2005), mathématicien américain d’origine arménienne.
  - Dominique Picard, mathématicienne française.
- 30 mai : Laura Martignon, mathématicienne colombienne et italienne.
- 29 juin : Jean-Paul Delahaye, informaticien et mathématicien français.
- 13 juillet :
  - David Aldous, probabiliste britannique.
  - Håkan Eliasson, mathématicien suédois.
- 29 juillet : Marc Levine, mathématicien américain.
- 4 août : Vladimir Rokhline, mathématicien russo-américain.
- 8 août : Jean-Michel Coron, mathématicien français.
- 11 septembre : Patrick Dehornoy (mort en 2019), mathématicien français.
- 16 septembre : Robert W. Brooks (mort en 2002), mathématicien américain.
- 17 septembre : Nancy Reid, mathématicienne canadienne.
- 2 octobre : Nicholas Manton, mathématicien et physicien mathématique britannique.
- 7 octobre : Lioubomir Ivanov, mathématicien et homme politique bulgare.
- 12 octobre : Roger Heath-Brown, mathématicien britannique.
- 25 octobre : Wendy Hall, mathématicienne et informaticienne britannique.
- 31 décembre : Vaughan Frederick Randal Jones, mathématicien néo-zélandais, médaille Fields en 1990.
- Laurence Kirby, mathématicien britannique.
- Gérard Laumon, mathématicien français.
- Jorge Nocedal, mathématicien appliqué et informaticien mexicain.
- Edith Stern, inventrice et mathématicienne américaine.

## Décès
- 7 avril : Marie Litzinger (née en 1899), mathématicienne américaine.
- 27 avril : Guido Castelnuovo (né en 1865), mathématicien et statisticien italien.
- 7 juin : Hélène Cartan (née en 1917), mathématicienne française.
- 27 juin : Max Dehn (né en 1878), mathématicien allemand.
- 17 octobre : Ernest Vessiot (né en 1865), mathématicien français.
- 5 novembre : Nicolae Coculescu (né en 1866), mathématicien et astronome roumain.
- 8 novembre : Gino Fano (né en 1871), mathématicien italien.
- 19 décembre : Otto Szász (né en 1884), mathématicien hongrois.